# 潘文莉
潘文莉（1969年3月8日—）是一名中国前排球运动员。她在1996年夏季奥林匹克运动会中，参加了女子排球比赛并获得银牌。此外，她还曾在1995年女子排球世界杯中获得铜牌。